# Rolo-Quente
O rolo quente é uma técnica de termoterapia desenvolvida na Alemanha, que usa as variações de temperatura para fins terapêuticos.

## A técnica
A técnica do rolo quente utiliza calor úmido e visa a analgesia e relaxamento da região inflamada. É aplicada normalmente durante quinze minutos, e precede as outras técnicas auxiliares e alternativas.
A técnica consiste em aplicar calor na região dolorosa do indivíduo através de rolos feitos com toalhas de rosto. São necessárias duas toalhas de algodão se forem grossas ou três se forem mais finas, uma menor e a outra maior. Dobra-se a toalha no meio no sentido do comprimento e começa-se a fazer um rolo firme e muito compacto mais ou menos no formato de um cone curto com a primeira toalha e enrolando este na segunda toalha, até formar um rolo grosso e muito firme. Com a água quente ou o chá quente feito a base de plantas próprias para o uso tópico como alecrim, erva-cidreira ou eucalipto, derrama-se no interior e no centro do cone, até cerca de um litro e após pressiona-se para tirar o excesso do líquido. À medida que for esfriando, vai desenrolando e deixando sempre em contato com o paciente uma parte quente da toalha.
O rolo quente desliza sobre a região dolorosa em forma de vai-e-vem com a mão dominante e a outra mão segurando a sobra da toalha do rolo, vai desenrolando o rolo a medida que vai esfriando e com isso, relaxando a musculatura lembrando-se sempre que a massagem com o rolo quente deve ser executado sempre no sentido das fibras musculares. Para a execução da terapia não é necessário mais que um rolo quente por sessão.
Esta técnica é bem utilizada e tolerada por idosos, principalmente em lares para idosos e clínicas geriátricas, como tratamento auxiliar nas patologias reumáticas. É muito utilizada também na fisioterapia com ótimos resultados.